# Hawaii
|  | Per a altres significats, vegeu «Hawaii (desambiguació)». |

Hawaii (hawaià: Hawaiʻi) constitueix cronològicament el 50è estat dels Estats Units d'Amèrica, i en el cens de l'any 2000 tenia 1.211.537 habitants. Inclou l'arxipèlag de les illes Hawaii a l'oceà Pacífic. Honolulu és la ciutat més gran i la capital de l'estat que s'incorporà a la Unió l'any 1959.

## Geografia
L'arxipèlag polinesi de les Hawaii és format per dinou illes i atols al llarg de 2.400 km alineats de nord-oest a sud-est al Pacífic nord. Les illes principals són les vuit illes de l'extrem sud-est de l'arxipèlag: Hawaii, Maui, Kahoolawe, Lanai, Molokai, Oahu, Kauai i Niihau. La resta són illots i atols al nord-oest que formen les illes de Sotavent.
Les illes són d'origen volcànic formades per un punt calent geològic. Un punt calent és una zona de la litosfera travessada per una columna de magma. Les erupcions de lava formen un con volcànic i una illa, però com que la placa tectònica es va desplaçant cap al nord-oest i el punt calent es manté fix, es van formant nous volcans. Això explica per què els volcans actius són a l'extrem sud-est, a l'illa de Hawaii. L'última erupció fora de l'illa de Hawaii va ser a l'Haleakala de Maui al segle xviii. El més jove és el volcà submarí Loʻihi davant de la costa sud de l'illa de Hawaii.
L'aïllament de les illes Hawaii al mig del Pacífic, i les condicions ambientals que es donen a les illes altes als tròpics, ha donat com a resultat un ample ventall de flora i fauna endèmica. L'activitat volcànica i la subsegüent erosió han creat unes característiques geològiques peculiars. Per exemple, el mont Waiʻaleʻale de Kauai és el lloc més humit del món, amb una mitjana d'11.700 mm de precipitació anual.
El trasllat de la família reial hawaiana de l'illa de Hawaii a Maui i després a Oahu explica la formació de les ciutats. La ciutat principal és Honolulu, a Oahu. Va ser escollida pel rei Kamehameha III com la capital del regne de Hawaii per la seva situació en un port natural. Les altres ciutats principals són Hilo, a Hawaii, Kahului, a Maui, i Lihuʻe, a Kauai.
Administrativament, l'estat es divideix en 5 comtats.

## Llengües
| Grups ètnics originaris | Percentatge: |
| ----------------------- | ------------ |
| Asiàtics                | 33,4%        |
| Euroamericans           | 27,1%        |
| Polinesis               | 9,0%         |
| Llatinoamericans        | 5,7%         |
| Afroamericans           | 2,4%         |

L'estat de Hawaii té dues llengües oficials: el hawaià i l'anglès. La Constitució de Hawaii del 1978 permet l'ús legal del hawaià en tota mena de documents i en promou l'ús oficial. La tercera i quarta llengües més parlades són, respectivament, el tagàlog i el japonès.
Abans de l'arribada dels europeus, el hawaià era una llengua col·loquial. El primer alfabet va ser creat pels missioners durant el segle xix. Dos caràcters típics del hawaià són la pausa glotal,ʻokina, i el màcron per les vocals llargues, kahakō. Per exemple, l'illa de Lanai, en hawaià, porta els dos caràcters: Lānaʻi.
Avui el hawaià és una llengua minoritària, el nombre de parlants als anys setanta havia caigut fins als 200 solament. En efecte, l'anglès fou declarat única llengua d'instrucció en totes les escoles el 1896 i es castigava l'ús del hawaià. La llei de prohibició o bandejament de la llengua hawaiana fou la Llei 57, sec. 30 de les lleis de la República de Hawaii del 1896.
La substitució lingüística passà per una fase de diglòssia fonamentada en l'autoodi i la il·lusió que la coneixença i l'ús únic de l'anglès aportaria progrés econòmic.
La major part de parlants nadius són a l'illa Niihau, on s'ha preservat la cultura tradicional. De tota manera, hi ha un creixent interès en la seva recuperació social i s'han engegat programes escolars d'immersió lingüística.
L'anglès hawaià és l'estàndard anglès utilitzat oficialment a l'estat de Hawaii. Es basa en l'anglès americà, excepte en els topònims i les paraules d'origen hawaià, que s'escriuen i es pronuncien en hawaià, incloent-hi laʻokina i el kahakō. Un exemple paradigmàtic és el mateix nom de l'estat. Les illes, que eren conegudes com a illes Sandwich, van ser admeses com a estat dels Estats Units amb el nom de Hawaii, pronunciat a l'anglesa com en català. Aquest és el nom utilitzat en relacions federals i internacionals. A les illes s'utilitza oficialment, i també de forma habitual entre angloparlants residents, la forma Hawaiʻi, amb pronunciació de «ve» labiodental i una pausa glotal semblant a una «g» sorda. Com a estàndard escrit, l'anglès hawaià és utilitzat en totes les publicacions estatals i àmpliament en els mitjans de comunicació escrits. La llengua hawaiana fou prohibida del 1896 fins al 1976, any en el qual un vot popular permeté assolir-ne la cooficialitat amb l'anglès.
El pidgin, o crioll hawaià, és una llengua que va sorgir entre els treballadors immigrants de les plantacions durant el segle xix. És una barreja de hawaià i d'anglès amb aportacions de les seves llengües d'origen: xinès, japonès, coreà, tagàlog i portuguès. Avui és una llengua que es parla per tot l'estat i és un mitjà d'integració social de diferents ètnies i grups socioeconòmics.